# Колібрі-тонкодзьоб червонолобий
Колі́брі-тонкодзьо́б червонолобий (Chalcostigma ruficeps) — вид серпокрильцеподібних птахів родини колібрієвих (Trochilidae). Мешкає в Андах.

## Опис
Довжина птаха становить 10,5 см, вага 3,3-3,9 г. Верхня частина тіла темно-зелена, нижня частина тіла рудувато-коричнева, поцяткована зеленими плямками, особливо по боках. Тім'я темно-червоне, на горлі вузбка смарагдово-зелена пляма з райдужким відблиском, нижня частина якої переливається кольорами від жовто-зеленого до золотисто-жовтого. Хвіст тьмяно-оливково-зелений. Дзьоб короткий, прямий, чорний. У самиць горло і груди охристо-оранжеві, боки поцятковані оливково-зеленими плямками, живіт світліший. Крайні стернові пера у самиць мають білі кінчики. Забарвлення молодих птахів є подібним до забарвлення самиць.

## Поширення і екологія
Червонолобі колібрі-тонкодзьоби мешкають на східних схилах Анд в Еквадорі (Самора-Чинчипе), Перу і Болівії (на південь до Кочабамби). Вони живуть у вологих гірських і хмарних тропічних лісах, на узліссях і галявинах та у високогірних чагарникових заростях. Зустрічаються поодинці, на висоті від 1400 до 3500 м над рівнем моря, переважно на висоті 2500 м над рівнем моря. Живляться нектаром квітів з родини меластомових, яких шукають в нижньому і середньому ярусі лісу, а також комахами. Червонолобі колібрі-тонкодзьоби не зависоють в повітрі над квіткою, а чіпляються лапами за суцвіття, іноді вони проколюють квітку біля основи "викрадаючи" нектар. Самці агресивно захищають свої кормові території. Сезон розмноження в Болівії триває з грудня по березень, в Перу з липня по жовтень. В кладці 2 білих яйця.